# Johanna Danois
Johanna Danois (* 4. April 1987 in Saint-Claude, Guadeloupe) ist eine ehemalige französische Leichtathletin, die auf den Sprint spezialisiert ist. Ihren größten Erfolg feierte sie mit dem Gewinn der Silbermedaille in der 4-mal-100-Meter-Staffel bei den Europameisterschaften 2014 in Zürich.

## Sportliche Laufbahn
Erste internationale Erfahrungen sammelte Johanna Danois bei den CARIFTA Games 2006 in Les Abymes, bei denen sie in 24,06 s den fünften Platz im 200-Meter-Lauf in der U20-Altersklasse belegte und mit der 4-mal-100-Meter-Staffel mit 46,00 s auf Rang vier gelangte. Anschließend schied sie bei den Juniorenweltmeisterschaften in Peking mit 23,99 s im Halbfinale über 200 Meter aus und gewann mit der Staffel in 44,20 s die Silbermedaille. 2009 belegte sie bei den U23-Europameisterschaften in Kaunas in 23,38 s den fünften Platz und anschließend schied sie bei den Weltmeisterschaften in Berlin mit 23,03 s im Semifinale aus. 2011 belegte sie bei den Militärweltspielen in Rio de Janeiro in 11,88 s den achten Platz im 100-Meter-Lauf und gelangte über 200 Meter mit 23,93 s auf Rang sechs. Im Jahr darauf belegte sie bei den Europameisterschaften in Helsinki in 23,61 s den achten Platz über 200 Meter und im August wurde sie mit der französischen 4-mal-100-Meter-Staffel im Vorlauf wegen eines Wechselfehlers disqualifiziert. 2013 schied sie bei den Weltmeisterschaften in Moskau mit 23,15 s im Halbfinale über 200 Meter aus und 2016 beendete sie dann ihre aktive sportliche Karriere im Alter von 29 Jahren.
2009 wurde Danois französische Meisterin im 200-Meter-Lauf im Freien sowie 2013 in der Halle.

## Persönliche Bestzeiten
- 100 Meter: 11,39 s (+1,8 m/s), 16. Juni 2012 in Angers
  - 60 Meter (Halle): 7,42 s, 17. Februar 2013 in Aubière
- 200 Meter: 22,86 s (+0,5 m/s), 17. Juni 2012 in Angers
  - 200 Meter (Halle): 22,81 s, 16. Februar 2013 in Aubière